# نظم نوین اعصار

پشت نشان بزرگ ایالات متحده آمریکا

جملهٔ Novus ordo seclorum بر گرفته از واژهٔ لاتین Novus ordo seclorum به معنای نظم نوین اعصار است که در پشت نشان بزرگ ایالات متحده آمریکا قرار دارد در سال ۱۷۸۲ طراحی گردید و در سال ۱۹۳۵ در پشت اسکناس یک دلاری آمریکا چاپ گردید. این واژه همچنین در آرم مدرسهٔ مدیریت ییل و مدرسهٔ بیزنس دانشگاه ییل نیز وجود دارد. این واژه اغلب با واژهٔ New World Order یا نظم نوین جهانی اشتباه گرفته می‌شود.

## منبع و ریشه لغت
منبع لغت از یک پاراگراف کتاب Ecologue اثر ویرژیل است.